# Sergueï Stepachine
Sergueï Vadimovitch Stepachine (en russe : Сергей Вадимович Степашин), né le 2 mars 1952 à Port-Arthur, est un homme d'État russe.

## Biographie

### Carrière politique
Sergueï Stepachine est nommé par Boris Eltsine directeur du Service de sécurité fédérale en février 1994 et exerce cette fonction jusqu'en juin 1995.
Ministre de la Justice, de juillet 1997 à mars 1998, puis de l'Intérieur, de mars 1998 à mai 1999, il est nommé président du gouvernement par Eltsine le 12 mai 1999 et confirmé par la Douma d'État. Il est cependant remplacé dès le 9 août suivant par le futur président Vladimir Poutine.
Après sa démission du poste de Premier ministre, Sergueï Stepachine rejoint le parti Iabloko lors des élections législatives de décembre 1999, où il est élu à la Douma. L'année suivante, il démissionne de son mandat de député et devient président de la Cour des comptes de Russie, fonction qu'il exerce jusqu'en septembre 2013.
En 2005, Boris Eltsine révèle qu'il avait désigné initialement Sergueï Stepachine comme son successeur à la présidence, mais il avait critiqué son manque d'enthousiasme lors de la guerre en Tchétchénie.
La CIA et les autorités militaires américaines voyaient en lui le successeur de Boris Eltsine le plus modéré, le plus raisonnable, le plus diplomate, et le plus souhaité par elles, car Vladimir Poutine était issu du KGB (de nos jours le FSB), et lié selon elles à des militaires et de riches oligarques russes. Sergueï Stepachine était aussi attendu comme étant un réformateur, ce qu'elles considéraient comme n'étant pas le cas de Vladimir Poutine.

### Autres activités
Sergueï Stepachine est également président de l'Union du livre russe, de l'Association russe des avocats, de la Société russe de Palestine depuis 2007 et du conseil de surveillance du club de football FK Dynamo Moscou.

## Distinctions
- Commandeur première classe de l'ordre royal de l'Étoile polaire